# John Costelloe
John Costelloe (New York, 8 novembre 1961 – Brooklyn, 16 dicembre 2008) è stato un attore statunitense.

## Biografia e vita privata
John Costelloe nacque  a New York l'8 novembre 1961; prima di entrare definitivamente nel mondo del cinema, lavorò per 11 anni come pompiere a Brooklyn, mentre parallelamente appariva come attore in molte pellicole. Nel 1998 lasciò definitivamente il suo lavoro di pompiere e si dedicò esclusivamente alla carriera di attore cinematografico e televisivo. 
L'attore si suicidò il 16 dicembre 2008 sparandosi un colpo di pistola nella sua casa di Sunset Park a Brooklyn; i parenti e gli amici interrogati sul motivo di tale gesto non seppero dare spiegazioni in merito.

## Carriera
Esordì al cinema nel 1989 nel breve ruolo di un motociclista nel film d'azione Black Rain - Pioggia sporca (1989), accanto a Michael Douglas e Andy García, cui seguirono ruoli sempre di supporto in film come Ultima fermata Brooklyn (1989), 58 minuti per morire - Die Harder (1990), Insieme per forza (1991), Billy Bathgate - A scuola di gangster (1991), Misterioso omicidio a Manhattan (1993), Il bacio della morte (1995), e Il Dubbio (2008).
Costelloe è ricordato per il ruolo del pompiere omosessuale "Johnny Cakes", amante di Vito Spatafore, nella serie televisiva I Soprano; partecipò anche ad altre serie come New York Undercover, Law & Order - I due volti della giustizia e Dellaventura.

## Filmografia parziale

### Cinema
- Black Rain - Pioggia sporca (Black Rain), regia di Ridley Scott (1989)
- Ultima fermata Brooklyn (Last Exit to Brooklyn), regia di Uli Edel (1989)
- 58 minuti per morire - Die Harder (Die Hard 2), regia di Renny Harlin (1990)
- Insieme per forza (The Hard Way), regia di John Badham (1991)
- Billy Bathgate - A scuola di gangster (Billy Bathgate), regia di Robert Benton (1991)
- Misterioso omicidio a Manhattan (Manhattan Murder Mystery), regia di Woody Allen (1993)
- Il bacio della morte (Kiss of Death), regia di Barbet Schroeder (1995)
- Il dubbio (Doubt), regia di John Patrick Shanley (2008)

### Televisione
- I Soprano
- New York Undercover
- Law & Order - I due volti della giustizia
- Dellaventura

## Doppiatori italiani
- Vittorio Guerrieri in Il bacio della morte
- Sergio Di Stefano in Kazaam - Il gigante rap
- Pasquale Anselmo ne I Soprano